# Vườn quốc gia Tatra, Slovakia
Vườn quốc gia Tatra, Slovakia (tiếng Slovak: Tatranský národný park, viết tắt: TANAP) là một trong chín vườn quốc gia nổi tiếng ở Slovakia, được thành lập vào ngày 1 tháng 1 năm 1949 (trong khi Vườn quốc gia Tatra ở Ba Lan được thành lập vào năm 1954). Đây cũng là vườn quốc gia lâu đời nhất ở Slovakia, với diện tích khu vực chính là 738 km² và diện tích khu vực bảo vệ là 307 km² (tổng diện tích là 1.045 km²). Vườn quốc gia có 600 km đường mòn đi bộ đường dài và 16 con đường dành cho xe đạp (được đánh dấu và bảo trì).

## Vị trí
Vườn quốc gia này nằm trên dãy núi Tatra. Đây cũng là dãy núi tạo thành biên giới tự nhiên giữa Slovakia và Ba Lan, và cũng là dãy núi cao nhất trong dãy núi Karpat.

## Vai trò
Vai trò chính của Vườn quốc gia Tatra, Slovakia gồm:
- Bảo tồn nguyên trạng môi trường tự nhiên và đa dạng nhiều loại động thực vật, đặc biệt là những loài đặc hữu như sơn dương Tatra.
- Quản lý việc sử dụng các ngọn núi và hang động (như Hang động Belianska) cho các mục đích giải trí, chữa bệnh và thể thao.

Năm 1992, cả 2 Vườn quốc gia Tatra (TANAP ở Slovakia và TPN ở Ba Lan) được UNESCO công nhận là khu dự trữ sinh quyển thế giới và có tầm quan trọng toàn cầu.

## Hình ảnh

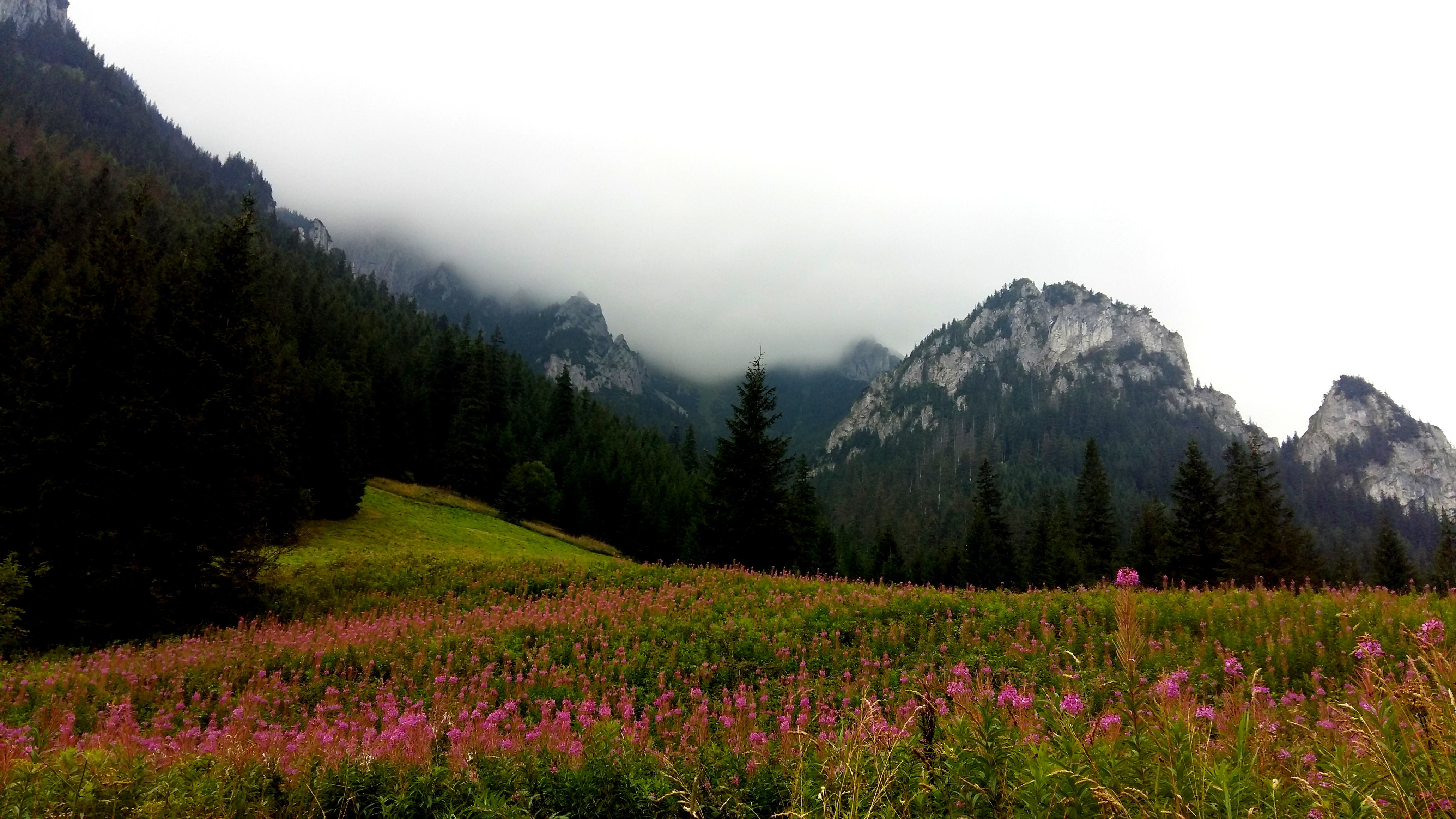
Phong cảnh núi Tatra
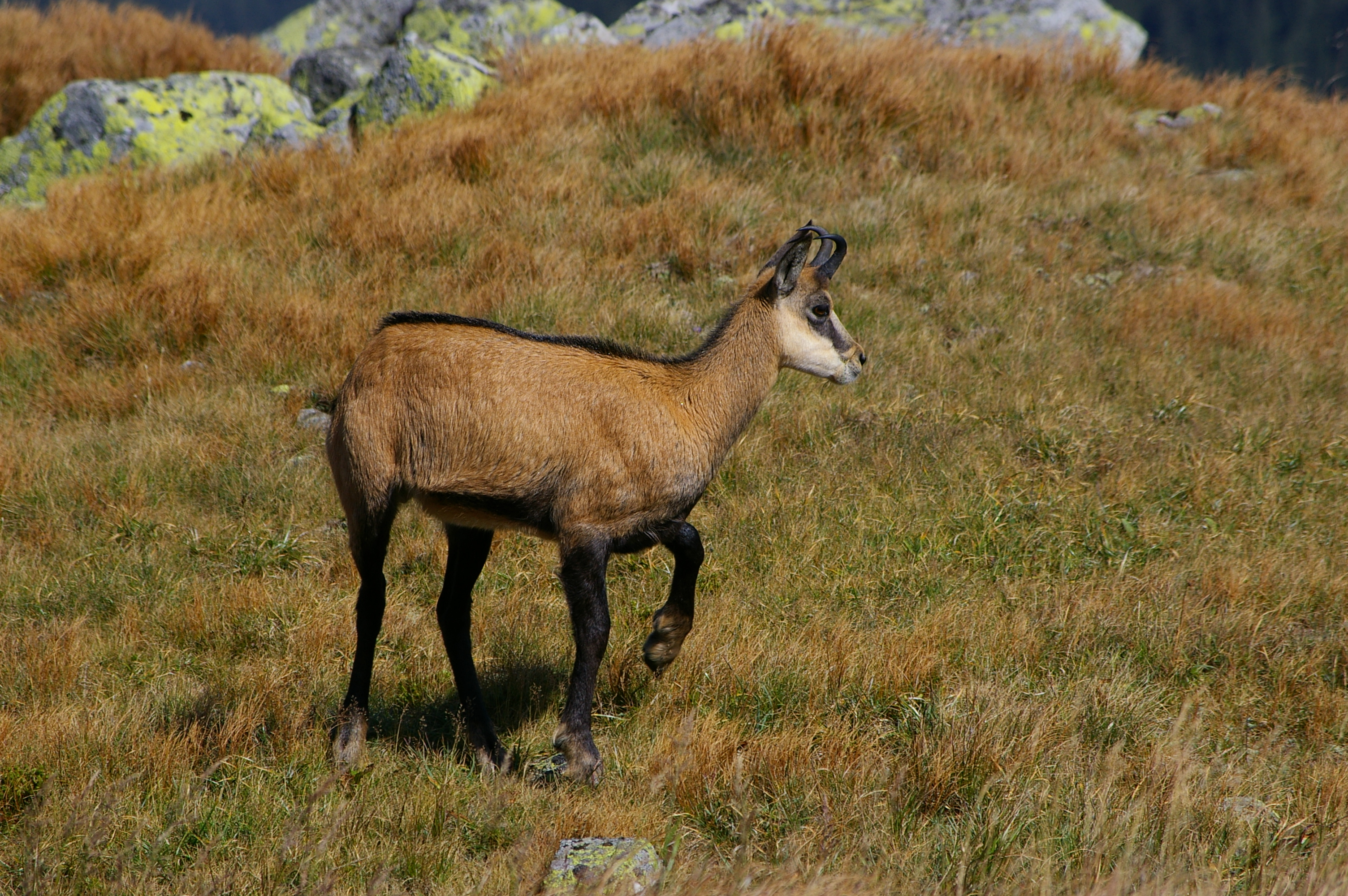
Sơn dương Tatra
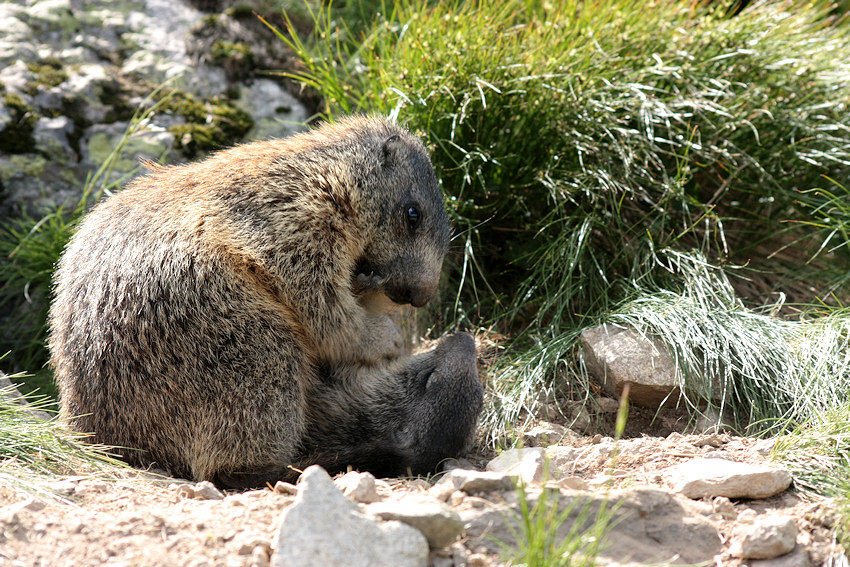
Sóc Marmot
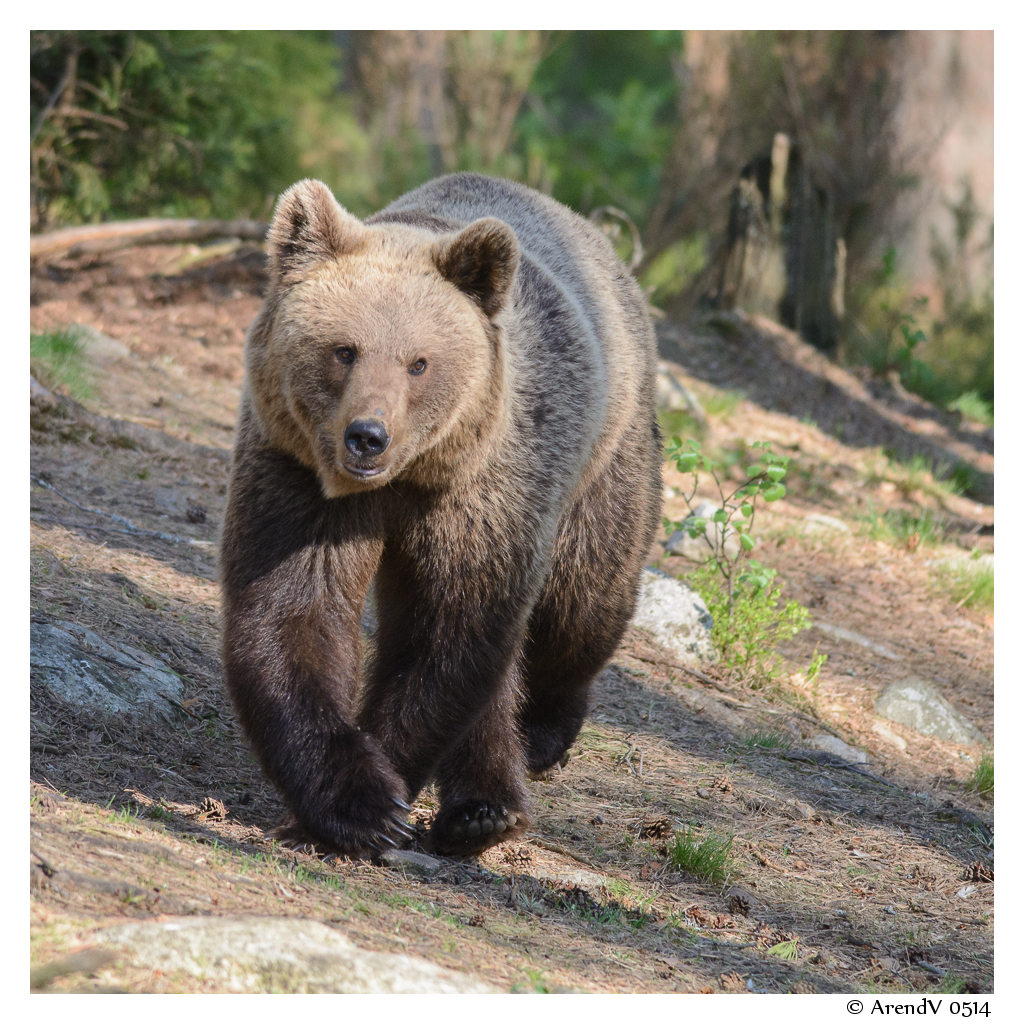
Gấu nâu Á-Âu
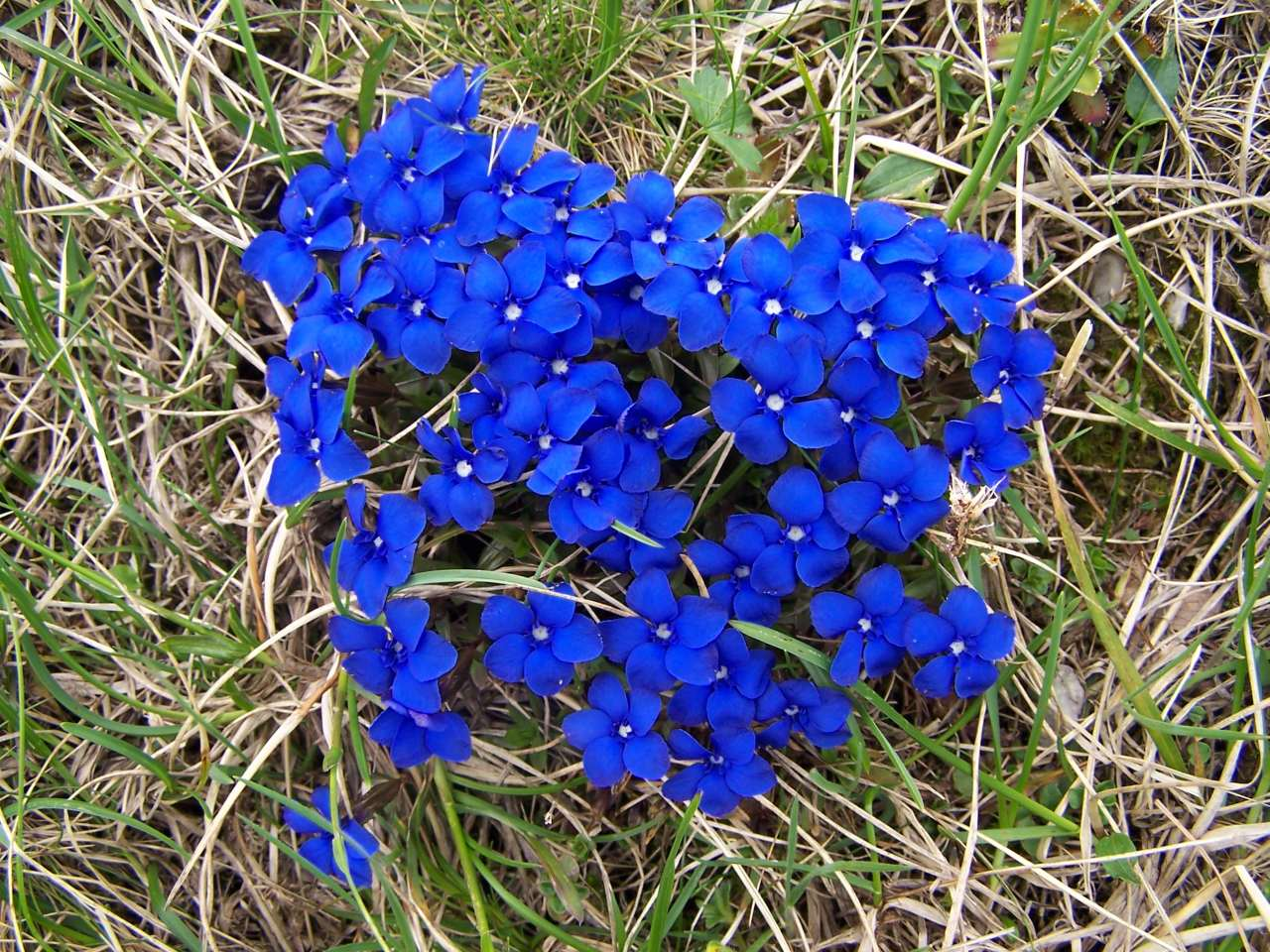
Gentiana verna
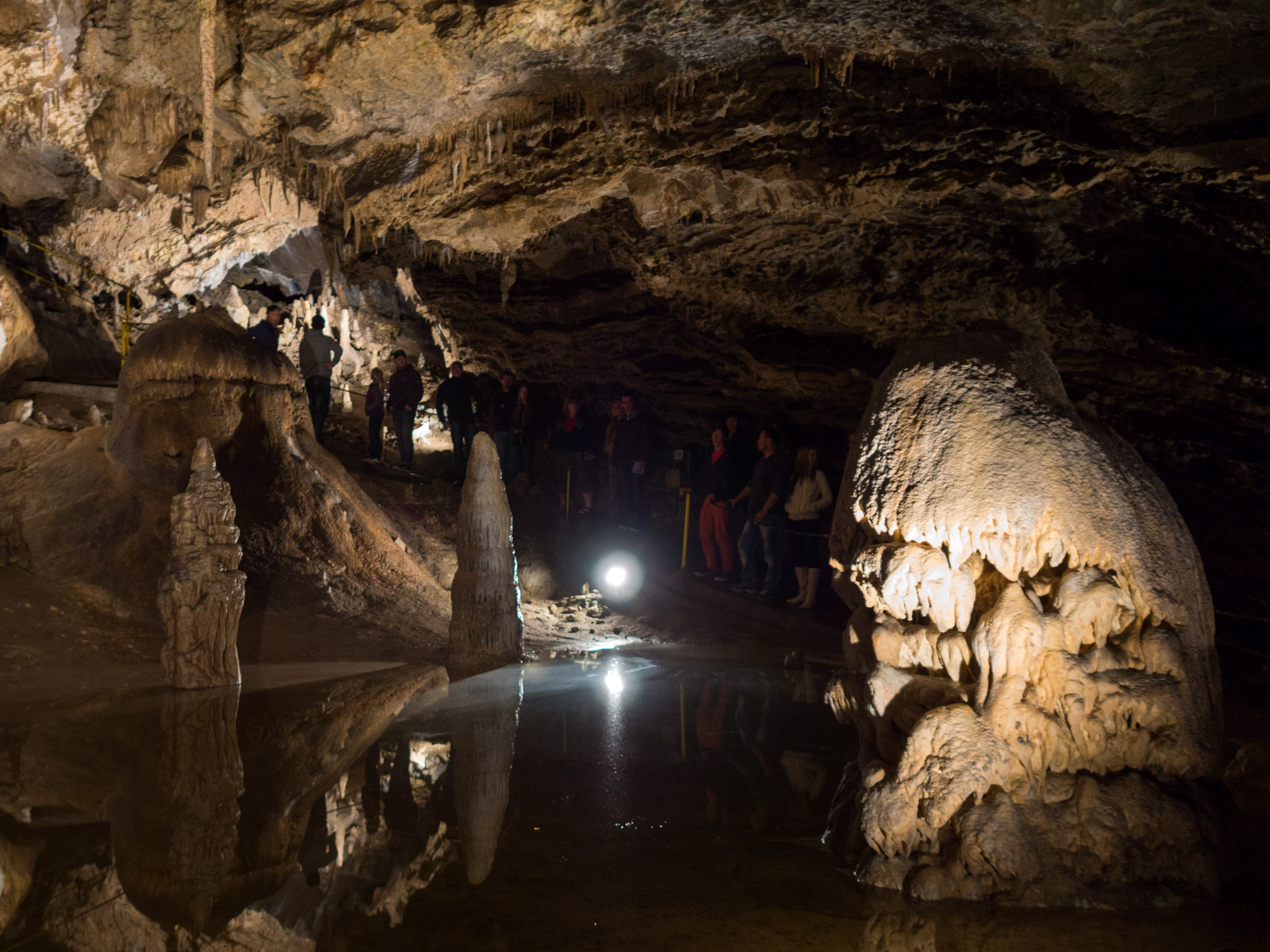
Hang động Belianska